# Kokino
Kokino je arheološko nalazište iz brončanog doba. Nalazi se u blizini sela Kokino koje pripada općini Staro Nagoričane, u Makedoniji. 
Udaljeno je 35 km od Kumanova, a od Skoplja 50 km zračnom linijom. Smješteno je ispod vrha Tatićev kamen na nadmorskoj visini od 1013 m. Prema nalazima nekih geologa, mjesto se nalazi na vrhu neovulkanske ploče andenzitske stijene s površinom od 5000 m², dugom oko 90 m u pravac istok-zapad i širokom oko 50 m u pravac sjever-jug. Arheolog Jovica Stankovski iz Narodnog muzeja iz Kumanova, 2001. godine u blizini sela Kokino otkrio je mjesto s ostacima i artefaktima iz ranog brončanog doba, koji se svojim dimenzijama i oblikom bitno razlikuju od dotada poznatih arheoloških nalazišta.
Mjesto je organizirano je na dvije razine. Na višoj razini dominira nekoliko kamenih sjedišta, tronovi, smješteni u pravcu sjever-jug, okrenuti s pogledom prema istoku i isklesani u samim stijenama. Ovaj središnji dio ove megalitske arheoopservatorije koristi se za promatranje nebeskih tijela.